# Barbacoll cappigat
El barbacoll cappigat (Notharchus tectus) és una espècie d'ocell de la família dels bucònids (Bucconidae) que habita zones boscoses, normalment a prop de l'aigua, des de la costa caribenya de Costa Rica, cap al sud, fins a l'oes de Colòmbia i l'oest de l'Equador, i per l'est dels Andes al sud de Colòmbia i de Veneçuela, est de l'Equador, Guaiana, est del Perú i Brasil amazònic.

## Taxonomia
Segons diverses classificacions, aquesta espècie està formada per tres subespècies:
- N. t. subtectus (Sclater, PL, 1860), des de l'est de Costa Rica fins Colòmbia central i sud-oest de l'Equador.
- N. t. picatus (Sclater, PL, 1856), de la zona oriental del Perú i l'Equador.
- N. t. tectus (Boddaert, 1783), del sud de Veneçuela, Guaianes i nord del Brasil.

Alguna classificació separa la primera de les subespècies com una espècie diferent: barbacoll blanc-i-negre (Notharchus subtectus).